# كاخك
كاخك هي مدينة إيرانية صغيرة في مقاطعة غناباد التابعة لمحافظة خراسان الرضوية. كان عدد سكانها سنة 2006 حوالي 4015 نسمة. وتسمى باللهجة المحلية كاخ بحذف الكاف الأخيرة.